# أل فان كامب
أل فـان كامب (بالإنجليزية: Al Van Camp) هو لاعب كرة قاعدة أمريكي، ولد في 7 سبتمبر 1903 في مولين في الولايات المتحدة، وتوفي في 2 فبراير 1981 في دافنبورت في الولايات المتحدة.

## وصلات خارجية
- أل فـان كامب على موقعبيزبول رفرنس.كوم (الدوري الرئيسي) (الإنجليزية)
- أل فـان كامب على موقع جمعية أبحاث البيسبول الأمريكية (الإنجليزية)